# 氨基对苯二甲酸
氨基对苯二甲酸（2-氨基-1,4-苯二甲酸）是一种有机化合物，化学式为C8H7NO4。它可以用于构筑金属有机框架材料。
它可以对苯二甲酸为原料，经硝化、还原制得：
它和三光气反应，可以得到2,4-二氧代-1,4-二氢-2H-3,1-苯并𫫇嗪-7-甲酸。